# Benigno Bossi (pittore)
Benigno Bossi (Arcisate, 31 luglio 1727 – Parma, 4 novembre 1792) è stato un pittore italiano, noto anche come incisore e stuccatore.

## Biografia

Testa d'uomo con banda

Nacque ad Arcisate e le sue intenzioni di formarsi artisticamente presso il pittore Pompeo Batoni furono disattese a causa della improvvisa morte del maestro.
Bossi, assieme al padre Pietro Luigi, si recò invece in Germania, dove il padre lavorò come stuccatore dapprima a Norimberga e poi a Dresda, per affinare la sua tecnica sotto la guida di Anton Raphael Mengs e Christian Wilhelm Ernst Dietrich, iniziando ad operare come stuccatore prima di cimentarsi, dal 1754 in poi, nell'incisione, influenzato dallo Schweichard.
Nel 1757, durante la guerra dei sette anni, abbandonò la Germania per rientrare in Italia, inizialmente a Milano e definitivamente a Parma, al servizio della corte.
Le sue note incisioni, sopravvissute in buon numero, dal punto tecnico furono acqueforti, acquetinte e incisioni realizzate con il metodo Demarteau, utilizzate per la loro capacità di valorizzare il disegno a matita. Le sue incisioni derivarono dalle opere del Parmigianino, di cui interpretò l'elegante manierismo con garbate poggiature rococò, oltre che del Correggio e del Carpioni.
Come incisore possiamo menzionare la sua opera principale, il volume pubblicato nel 1772, intitolato la Raccolta di disegni originali di Fra.co Mazzola detto il Parmigianino, tolti dal gabinetto di sua eccellenza il sig.re conte Alessandro Sanvitale, incisi da Benigno Bossi Milanese stuccatore regio e professore della reale Accademia delle Belle Arti, comprendente trenta tavole stampate parte in seppia parte in nero.
Di notevole qualità risultò la sua produzione di stucchi, tra cui quelli eseguiti nel Palazzo del Giardino e nel Palazzo di Riserva di Parma, dove decorò lo scalone e alcune sale con festoni a stucco di grande raffinatezza. Notevole nel Palazzo del Giardino la decorazione del soffitto di una sala con 224 specie diverse di uccelli, detta appunto Sala degli Uccelli. Per i suoi fregi e medaglioni scelse lo stucco bianco e la tecnica a rilievo, mitigando i caratteri secondo lo stile francese della scuola di Petitot e sfoggiando pregevoli decorazioni floreali e a nastri 'a gala' in stile Luigi XVI.
Dopo il 1761, Bossi realizzò il trofeo in stucco, su disegno del Petitot, per l'attico della facciata della chiesa di San Pietro e tre anni dopo incise, sempre su disegni dell'architetto francese la Suite des vases....
Dall'aprile 1766 Bossi assunse la carica di stuccatore di corte, oltre che di insegnante nell'Accademia di belle arti. 
La produzione pittorica, invece, è meno importante sia per numero sia per qualità. Le sue opere, a metà strada tra il Barocco e il Neoclassico, furono realizzate in varie chiese parmensi e presso il Palazzo del Giardino Ducale. Si possono menzionare i Giochi in onore di Anchise e la Corsa delle bighe (Palazzo del Giardino Ducale); tele di argomento religioso in chiese di Parma e Colorno, tra le quali la Beata Orsolina Veneri di fronte all'antipapa Clemente VII (1786, chiesa di San Quintino a Parma), la pala d'altare con l'Apparizione in Soriano della Madonna, santa Maria Maddalena, e santa Caterina che recano l'immagine di san Domenico (chiesa di San Domenico), infine nella chiesa di San Liborio a Colorno, il San Marino, il San Omobono, il San Giovanni Buralli, il Sant'Alberto da Bergamo, il San Pietro da Uremis.; opere di tematiche varie in collezioni private; qualche schizzo.
Durante la sua carriera di insegnante Bossi ebbe numerosi studenti, tra i quali Francesco Londonio, Simone Francesco Ravenet iunior, Paolo Borroni e Guglielmo Silvestri.

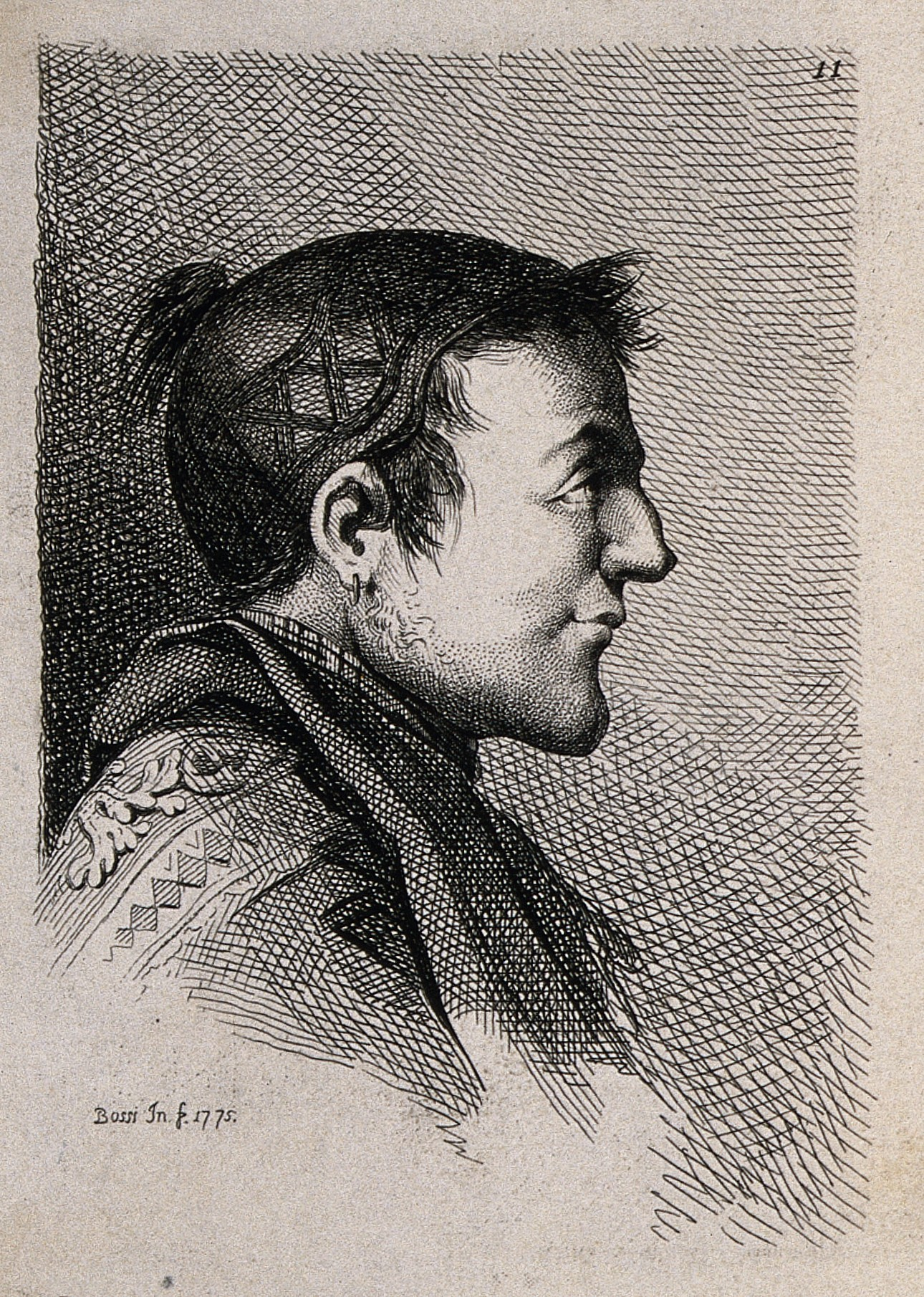
Un uomo di profilo
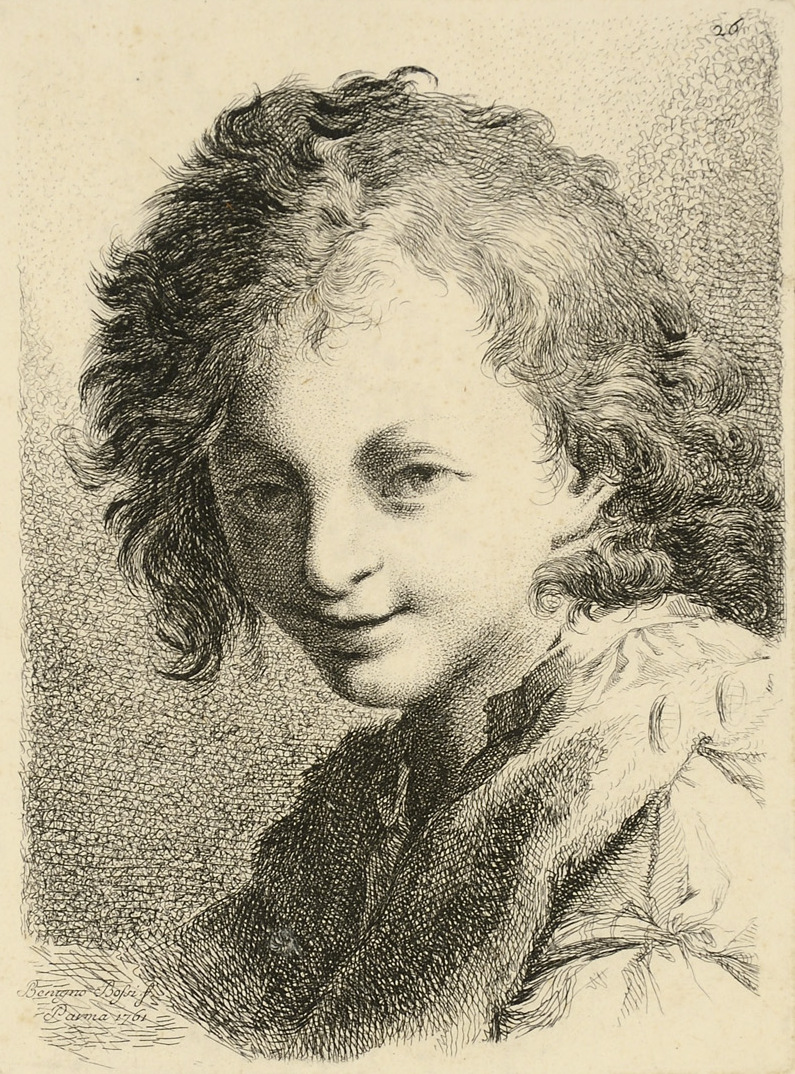
Ritratto di un giovane
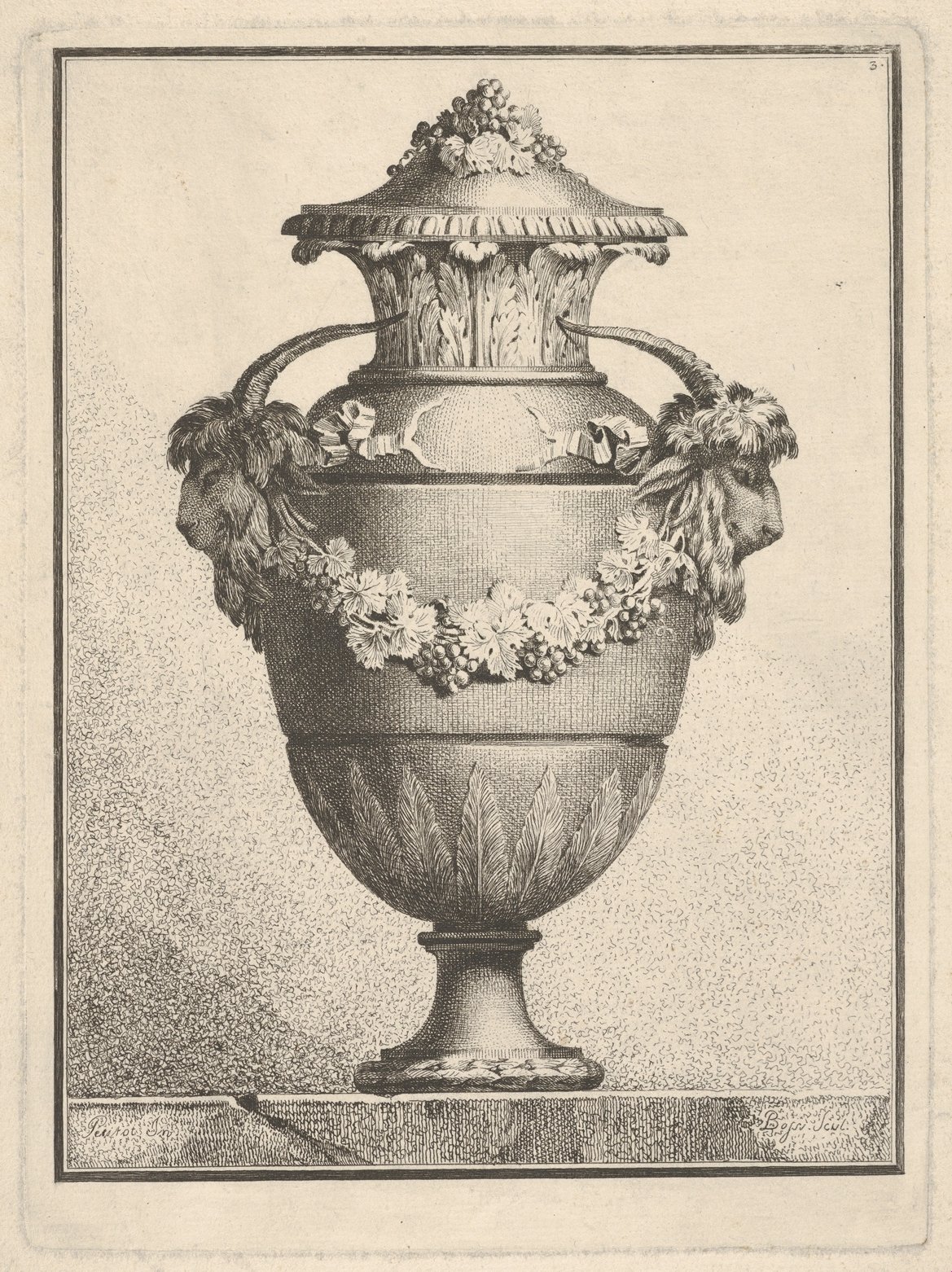
Disegno per un vaso coperto con due teste di capra e una ghirlanda
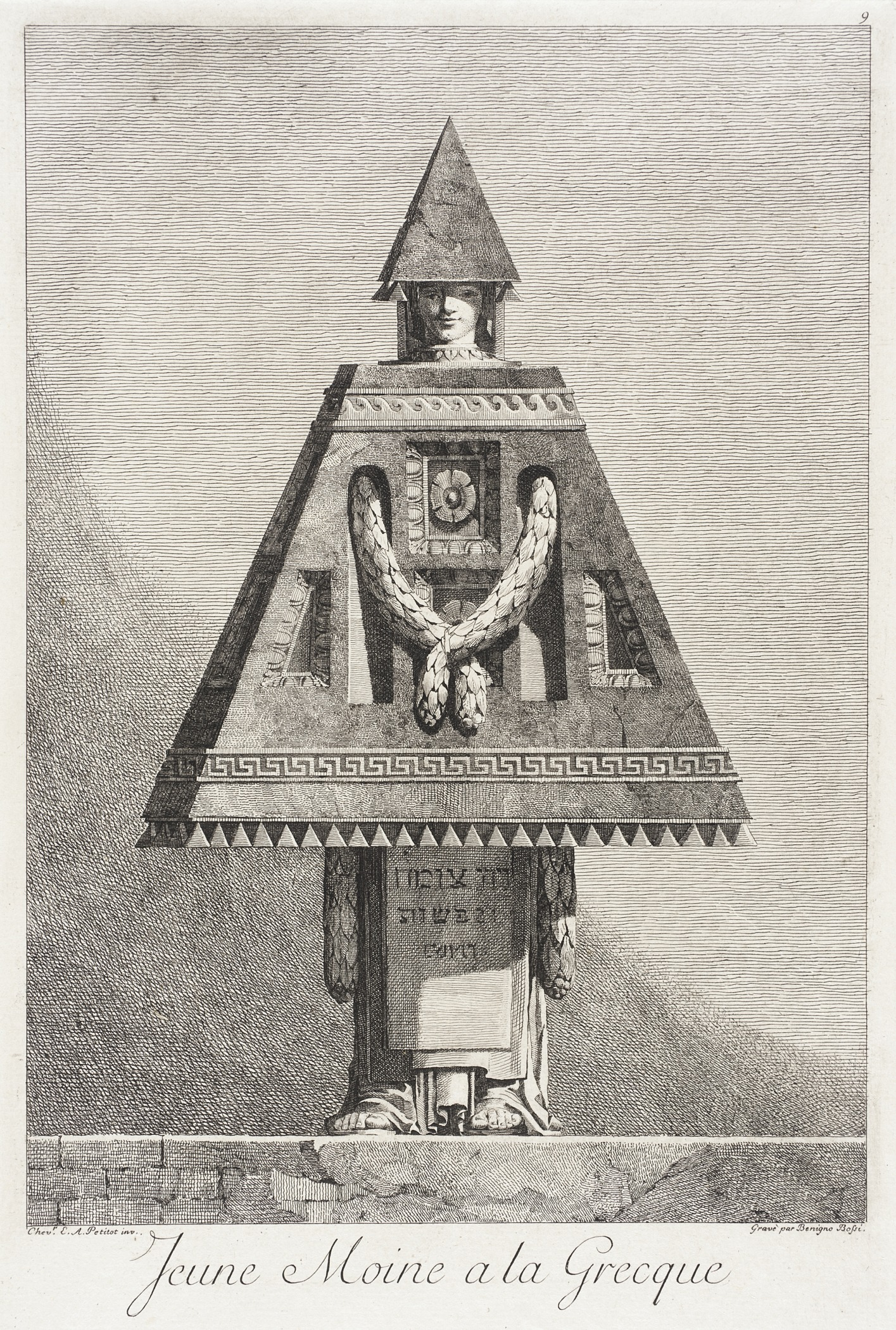
Giovane monaco
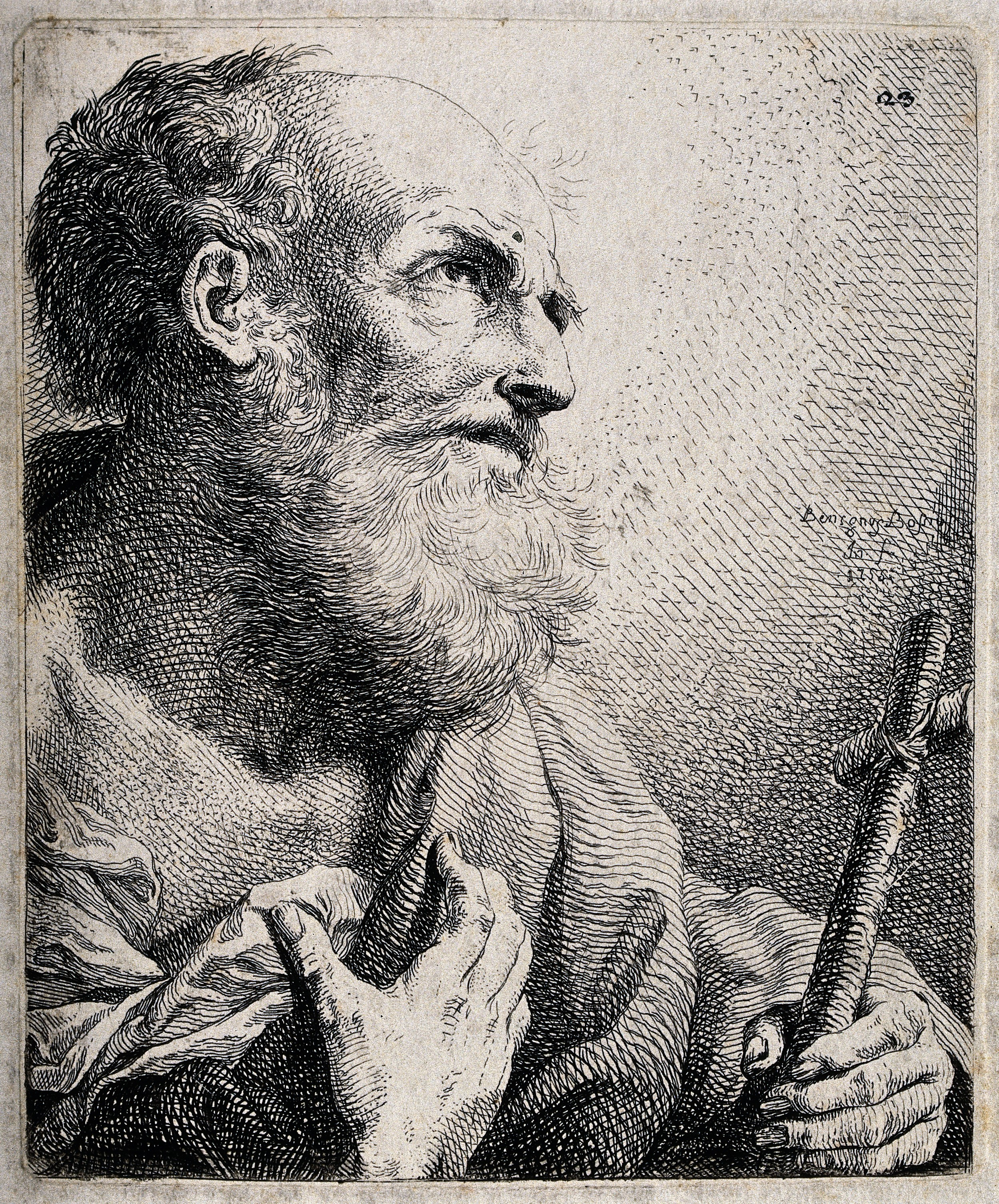
San Girolamo
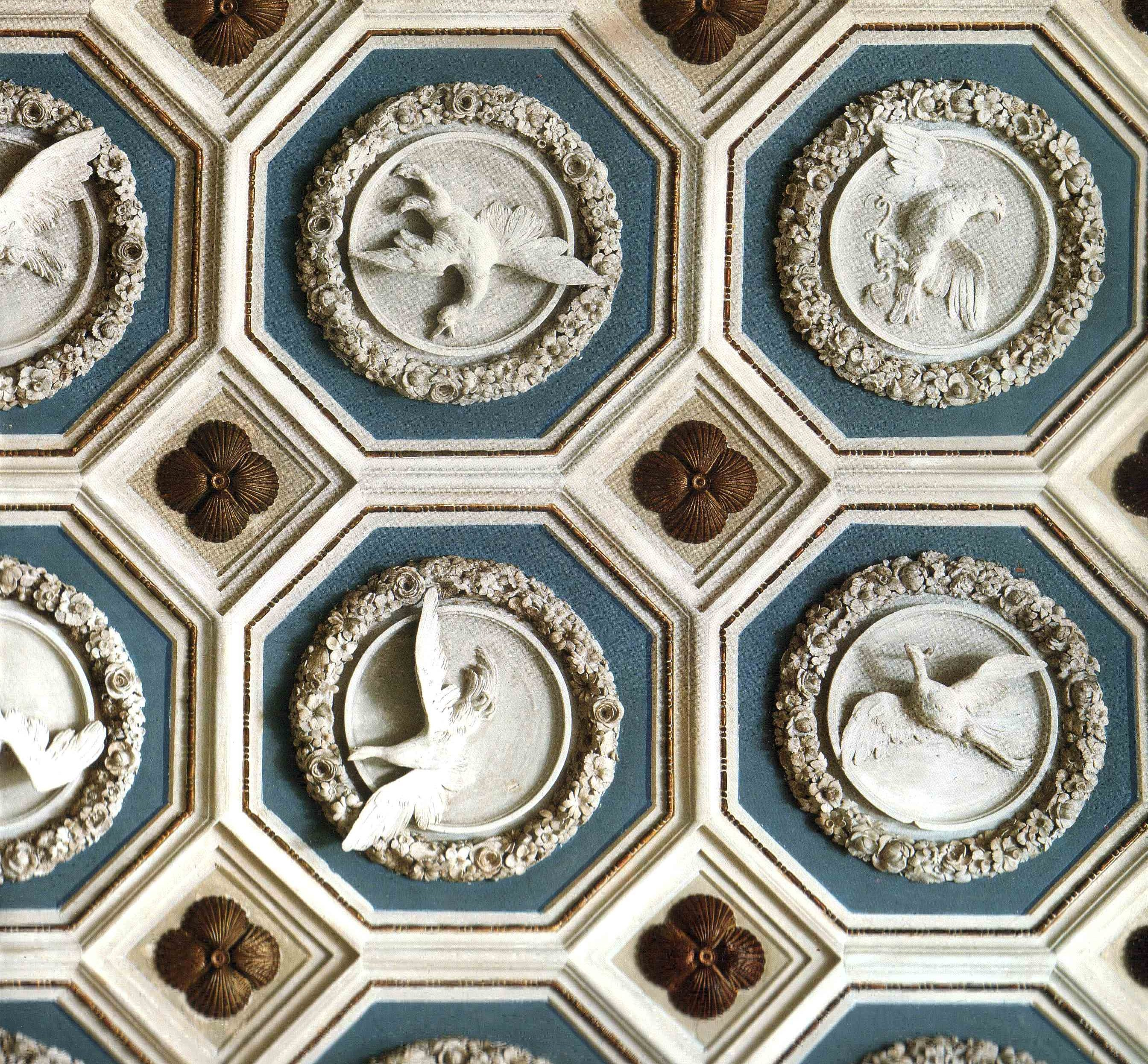
Particolare del soffitto della Sala degli uccelli del Palazzo del Giardino di Parma, decorato a stucco

## Opere
(elenco non esaustivo)
- Autoritratto
- Presentazione nel Tempio (1755).
- Una serie di vasi, Masquerade
- Attributi delle stagioni (1770).
- Figure allegoriche rappresentanti varie città
- Una serie di incisioni ispirate dal Parmigianino, dal Correggio
- Vignette per la stamperia di Parma